# El-Marg
El-Marg (arabiska: المرج) är ett distrikt (kism) i nordöstra Kairo, Egypten, väster om Kairos internationella flygplats. El-Marg utgör den norra slutstationen av linje 1 i Kairos tunnelbana med Helwan som den södra slutstationen.

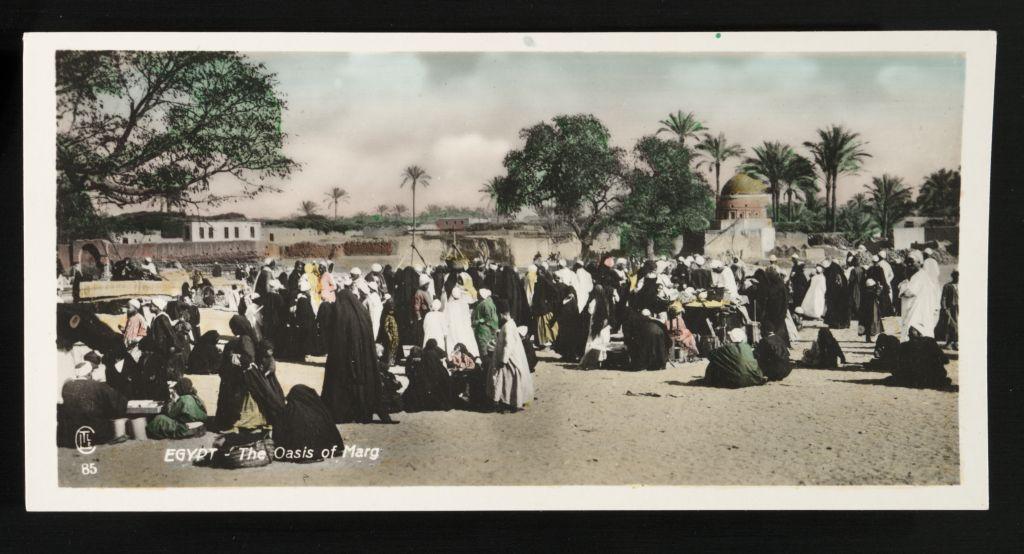
El-Marg

Området bildades när det separerades från Al-Salam distriktet den 1 april 1994. Distriktet är tätbefolkat med en befolkning av cirka 610 000, där endast 7,7 km2 av områdets totalt 17 km2 är bebodda.